# Mohammad Nassiri
Mohammad Nassiri Seresht (in persiano محمد نصیری سرشت‎; Teheran, 31 luglio 1945) è un ex sollevatore iraniano.
Ha partecipato a quattro edizioni dei Giochi olimpici (1964, 1968, 1972 e 1976) conquistando complessivamente tre medaglie, dieci edizioni dei Mondiali dal 1966 al 1977 con dieci medaglie vinte, tre edizioni dei Giochi asiatici con cinque medaglie complessive e vinse due ori ai campionati asiatici nei 56 kg. a Manila 1971 e a Bagdad 1977.